# Macedoniërs (oudheid)

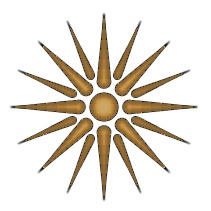
De zon van Vergina, een symbool dat wijd door Griekstalige Macedoniërs wordt vereerd

De Macedoniërs waren een volk uit de oudheid dat woonde in het historische land Macedonië.
In de oudheid was Macedonië een land dat het tegenwoordige Grieks Macedonië in het noorden van Griekenland, Pirin-Macedonië in het zuidwesten van Bulgarije en het huidige Noord-Macedonië omvat.
De bewoners waren de Macedoniërs, een noordelijk Grieks volk dat het Oudmacedonisch sprak, een dialect van de Griekse taal. Deze Macedoniërs werden echter door de Atheens-Griekse redenaar Demosthenes als een halfbarbaars volk beschouwd wegens hun minder verfijnde beschaving. In Griekse historische literatuur, worden zij vaak aangeduid als Makedones (Grieks: Μακεδόνες, Macedoniërs).

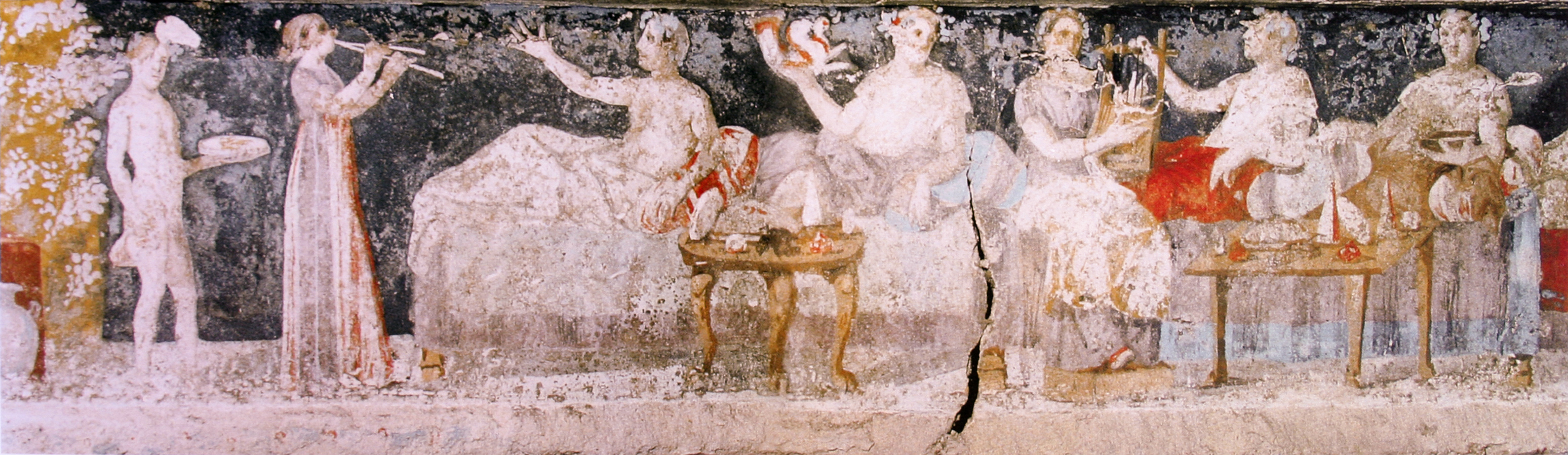

De mythische Thyia werd door de Oude Grieken als oermoeder van deze etnische groep beschouwd. Stamvader Makednos was namelijk een van haar zonen, naast Graikos, van wie dan de Grieken afstamden.
De Griekse stadstaat Macedonië is bekend door Philippus II van Macedonië die de voortdurend onderling vechtende stammen wist te verenigen en daarna het grootste gedeelte van Griekenland veroverde. Zijn nog bekendere zoon Alexander de Grote veranderde dat kleine maar goed georganiseerde rijk in een vechtmachine en veroverde een groot gedeelte van de toen bekende wereld om zo de Griekse cultuur te verspreiden onder de barbaren. Zijn bedoeling was om alle Griekse staten met elkaar te verenigen. Die (Griekstalige) Macedoniërs hebben verder geen echt verband met de moderne Slavische Macedoniërs.

## Macedonische koningen, heersers en veldheren

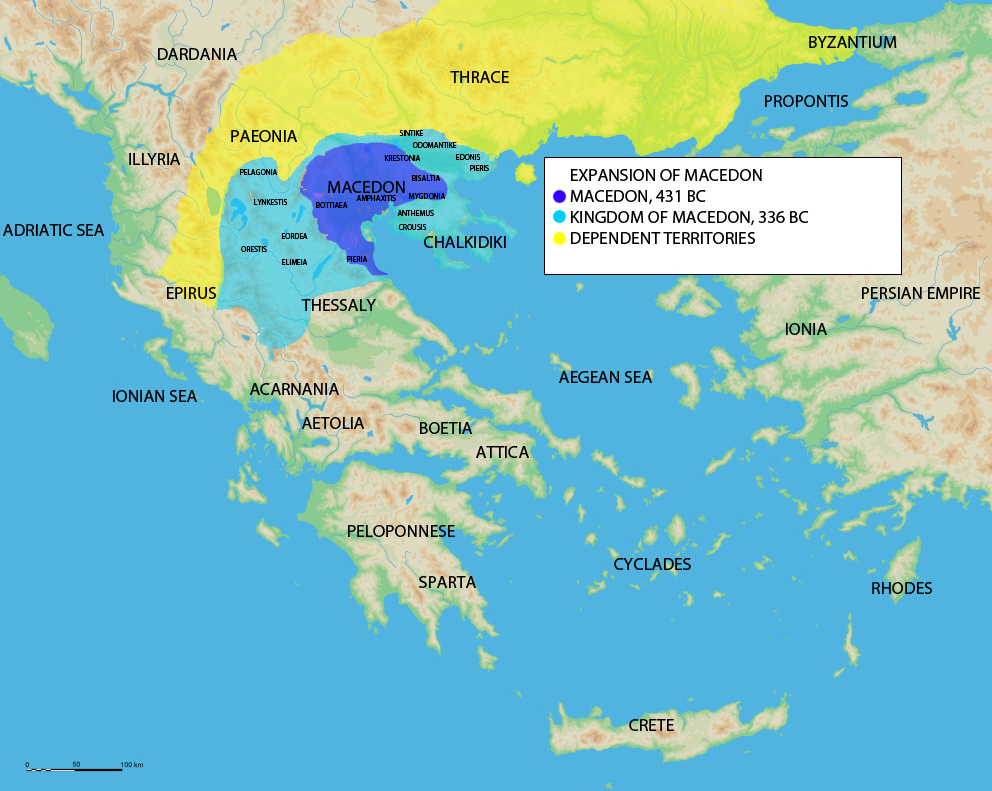
Uitbreiding van het Oude Macedonië tot aan de dood van Philippus II

Zie Lijst van koningen van Macedonië
- Alexander I (498 – 454 v.Chr.) (Macedonië ten tijde van Alexander I)
- Amyntas IV (359 – 356 v.Chr.)
- Philippus II van Macedonië (359 – 336 v.Chr.)
- Alexander de Grote (336 – 323 v.Chr.)
- Antigonus I Monophthalmus
- Cassander
- Lysimachus
- Antigonus II Gonatas